# Галерија Жарко Видовић

Галерија Жарко Видовић је градска галерија у Источном Сарајеву, на  шеталишту Др Миодраг Лазић, у Источној Илиџи. Отворена је у оквиру манифестације „Дани Жарка Видовића“. Отворена је септембра 2024. у знак сјећања на чувеног историчара умјетности . 

## Изложбена поставка
Галерија је отворена са изложбом слика Милеве Мице Тодоровић, српске сликарке из Сарајева, које представљају сталну поставку .  
У оквиру манифестације Дани Жарка Видовића, овдје се одржава и округли сто на којем су до сада учествовали академик Матија Бећковић,	 публициста Мухарем Баздуљ, академик Миливоје Унковић, професор Борис Брајовић, те представници Културног клуба „Фронесис“ . 